# مارستون
مارستون (انگلیسی: Marston) شرکت صنایع غذایی بریتانیایی است، که در سال ۱۸۳۴ تأسیس شد.